# Duncan Lamont
Duncan William Ferguson Lamont, född 17 juni 1918 i Lissabon, Portugal, död 19 december 1978 i Royal Tunbridge Wells, Kent, var en brittisk skådespelare.

## Rollista i urval
- 1951 – Mannen i vita kostymen
- 1952 – Den gyllene karossen
- 1958 – I giljotinens skugga
- 1958 – Montys dubbelgångare
- 1959 – Ben-Hur
- 1960 – 20 sekunder från döden
- 1962 – Myteriet på Bounty
- 1963 – Mord, sa hon
- 1964–1968 – Dixon of Dock Green (TV-serie)
- 1971 – Snobbar som jobbar (TV-serie)
- 1974 – Doctor Who (TV-serie)
- 1978 – Hemliga armén (TV-serie)